# الاوکا

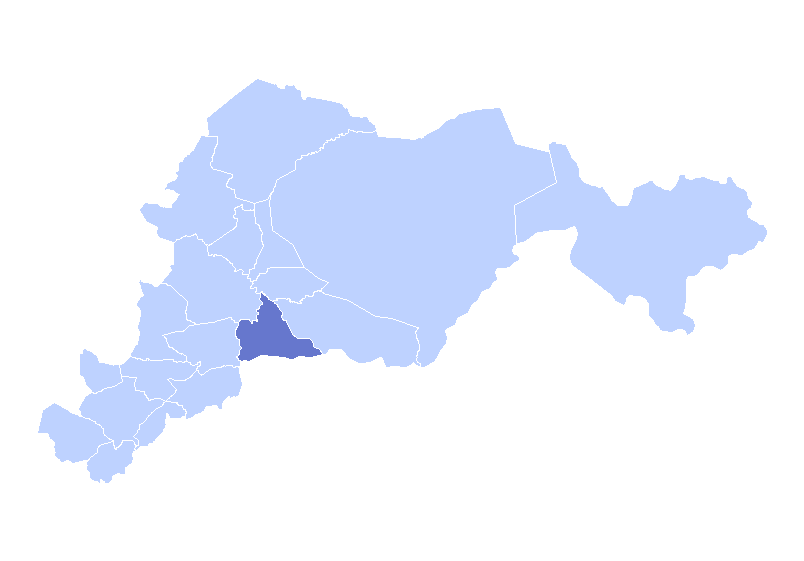
منطقهٔ مسکونی در هندوراس

الاوکا (به اسپانیایی: Alauca) یک منطقهٔ مسکونی در هندوراس است که در استان ال پارائیسو واقع شده‌است.